# Glaucocystis bullosa
Espèce
Glaucocystis bullosa est une espèce d'algues de la famille des Glaucocystaceae, de l'embranchement des Glaucophyta. 

## Nomenclature
Le basionyme de Glaucocystis bullosa est : Palmella bullosa Kütz. 1836. 